# The Prince's Trust

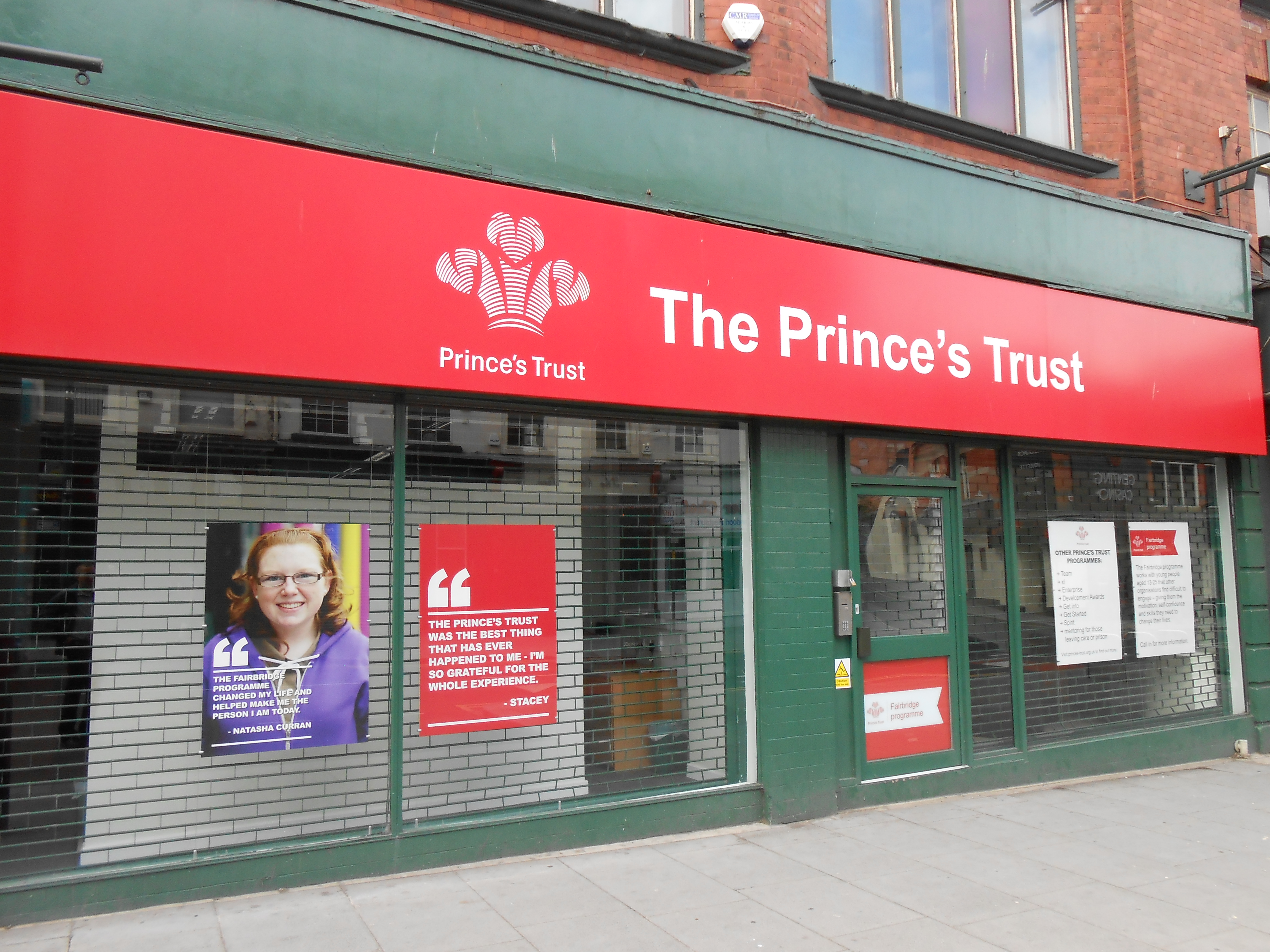
Aquí se ve reflejado un local de Prince's Trust.

The King's Trust (hasta 2023 The Prince's Trust) es una entidad caritativa del Reino Unido fundada en 1976 por el rey Carlos III (entonces Príncipe de Gales) y Frederick John Pervin para ayudar a personas jóvenes. Se trata de una gama de programas que proporcionan ayuda y subvenciones para construir la confianza y motivación de personas jóvenes desfavorecidas. Cada año trabaja con 50 000 jóvenes.

## Actividades benéficas
The Prince's Trust tiene siete tipos principales de actividad benéfica.
- El Programa de Empresa ayuda las personas jóvenes empiezan un negocio.
- El Programa de Equipo es un 12 -semana curso de desarrollo personal, ofreciendo experiencia de trabajo, habilidades prácticas, proyectos comunitarios y una semana residencial.
- Cursos cortos que ofrecen formación y experiencia en un sector concreto para ayudar las personas jóvenes consiguen un trabajo.
- Premios de desarrollo son subvenciones monetarias pequeñas dados a personas jóvenes para ayudarles conseguir alguna formación, educación o un trabajo.[1]
- Premios de Dinero efectivo comunitario son subvenciones para ayudar las personas jóvenes instaladas un proyecto que beneficiará su comunidad.[2]
- Clubes Xl soportados en escuelas.
- El programa Fairbridge desarrollado para jóvenes envejeció entre 13 y 25. Combina un apoyo personal y actividades de grupo, los centros de Confianza del príncipe entregado.[3]

## Historia
| Año  | Acontecimiento |
| ---- | --- |
| 1976 | El Príncipe de Gales lanza la caridad. |
| 1982 | Primer concierto (14 de mayo de 1982, presentando Status Quo en el Birmingham NEC) |
| 1986 | The Prince's Trust All-Star Rock Concert in Wembley Arena para celebrar los primeros 10 años. |
| 1988 | £40 millones para el 40.º año de cumpleaños del Príncipe. |
| 1990 | Se lanza el programa de Voluntarios. |
| 1996 | Primer concierto de rock en Hyde Park. |
| 1999 | La Reina lo reconoce en una ceremonia en Palacio de Buckingham, cuándo lo conceda una Carta Real. |
| 2000 | Se expande el Trust a Gales, Escocia, Irlanda del Norte y cada una de las regiones inglesas que ahora tiene Consejo y Director propios pero el control global sigue en Londres. |
| 2002 | BBC y otros medios de comunicación informan sobre el reclamo de alto perfil de Dee Narga. La anterior directora reclamó haber padecido discriminación sexual y despido constructivo injusto. |
| 2003 | The Prince's Trust pierde una apelación con la estrella de fútbol del Manchester City Darren Beckford, por la discriminación racial padecida y victimización por un director y director de ayudante del Trust. Este dirigió un proyecto en Mánchester para jóvenes negros y asiáticos bajo el título "Don't Let Us be a Minority" (no nos dejen ser una minoría). |
| 2003 | El 10.000º Premio de Desarrollo. |
| 2003 | El Programa de voluntarios se renombra como Programa de Equipo. |
| 2003 | El consejo restringe ayuda a cuatro "grupos de núcleo" de personas jóvenes. |
| 2006 | The Prince's Trust cumple 30 años con un concierto de Cumpleaños en la Torre de Londres, un documental, un show televisado vivo en ITV y presentando la primera entrevista con todo tres príncipes @– Prince Charles, Prince William y Prince Harry. |
| 2008 | Controversia sobre el legado familiar de Sainsbury |
| 2008 | 25.º aniversario del Programa de Empresa. |
| 2009 | The Prince's Trust es criticado por hacer una donación de £ 10.050 al Partido Conservador vía Women2Win. La Comisión de Caridad investiga si The Prince’s Trust ha roto ley de caridad. |
| 2009 | Controversia sobre Jason Kanabus Financia y gastos de donación |
| 2023 | El 10 de noviembre de 2023, se anunció que The Prince's Trust, y todas las organizaciones benéficas de The Prince's Trust en el mundo, se convertirían en The King's Trust. |

## Artistas participantes en los conciertos
The Prince's Trust contó con muchísimos artistas de primerísimo nivel desde su inicio:
- 1982: Status Quo, Jethro Tull, Madness, Pete Townshend, Phil Collins, Robert Plant
- 1985: Dire Straits
- 1986: Sting, Big Country, David Bowie y Mick Jagger, Elton John, Eric Clapton, George Michael, Howard Jones, Joan Armatrading, Level 42, Mark Knopfler, Midge Ure, Paul McCartney, Paul Young, Phil Collins, Rod Stewart, Suzanne Vega, Tina Turner
- 1987: Alison Moyet, Ben E. King, Bryan Adams, Curiosity Killed the Cat, Elton John, Eric Clapton, George Harrison, Go West, Labi Siffre, Level 42, Midge Ure, Phil Collins, Ringo Starr, Tony Hadley
- 1988: Bee Gees, Black, Elton John, Eric Clapton, Howard Jones, Joe Cocker, Leonard Cohen, Mark Knopfler, Midge Ure, Peter Gabriel, Phil Collins, Rick Astley, T'Pau, Wet Wet Wet, Brian May. Durante su visita a Londres por el Bad World Tour, Michael Jackson conoció personalmente a Carlos y a la princesa Diana de Gales e hizo una donación de $450,000 dólares a la institución.[15]
- 1989: Joan Báez, Andy Bell, Beverley Brown, City of Birmingham Symphony Orchestra, Debbie Gibson, Will Downing, John Farnham, Tony Hadley, Nigel Kennedy, Nichola Kerr, Level 42, Ladysmith Black Mambazo, Mike and the Mechanics, Van Morrison, Anne Nightingale, Alexander O'Neal, Mica Paris, Dashiell Rae, Swing Out Sister
- 1990: Wet Wet Wet, Big Country, Roachford, Lenny Kravitz, And Why Not, Moody Blues, Pasedenas, The Chimes, Oleta Adams, Taylor Dayne, Chaka Khan, Lisa Stansfield
- 1992: Michael Jackson volvió a realizar otra donación de $200,000 por su visita durante el Dangerous World Tour.[16]